# Pierre Lorillard IV
Pierre Lorillard IV (13 octobre 1833 – 7 juillet 1901) était un fabricant américain de tabac et propriétaire de chevaux de course. C’est le quatrième de la renommée lignée des Pierre Lorillard.

## Biographie

### Famille et enfants
Né à dans le Comté de Westchester (New York), il était le fils de Pierre Lorillard III (1796-1867) et de Catherine Griswold.
En 1760, son grand-père et homonyme fonde la P. Lorillard and Company dans New York pour le traitement du tabac (cigares, tabac à priser). Aujourd'hui, la Lorillard Tobacco Company est la plus ancienne compagnie de tabac aux États-Unis.
Pierre Lorillard IV a épousé en 1858 Emily Taylor (né le 21 janvier 1841) avec qui il a eu quatre enfants. Elle était la fille d'Isaac Ebenezer Taylor (1815 - ?) et de Mary Eliza Mollan Taylor (? - 1867). 
Il épouse en secondes noces Ruth (Hill) Beard, dont il sera le grand-père de l'artiste Peter Beard (1938).
Ses enfants sont :
- Emily Lorillard
- Pierre Lorillard V
- Nathaniel Griswold Lorillard
- Maude Louise Lorillard, plus tard baronne Revelstoke (1876 à Londres - 2 avril 1922).

### Carrière
Au début des années 1880, Lorillard a contribué à faire de Newport (Rhode Island) un centre de voile avec sa goélette Vesta et un yacht à vapeur Radha. Il possédait une résidence d'été à Newport appelé The Breakers qu'il a vendu à Cornelius Vanderbilt II en 1885 afin d'utiliser son domaine nouvellement mis au point, le Tuxedo Club, qui sera plus connu sous le nom de Tuxedo Park, dans le Comté d'Orange (New York). 
Lorillard avait hérité de 13 000 acres (53 km2) autour de Tuxedo Lake qu’il a développé en collaboration avec William Waldorf Astor et les autres riches associés dans un havre de luxe. Lorillard a embauché le célèbre architecte Bruce Price pour la conception de son club et les nombreuses "maisons" de l'époque ainsi que l'architecte paysagiste Arthur P. Kroll en 1929.

### Mort
Pierre Lorillard est mort en 1901, âgé de 67 ans, et fut enterré au cimetière de Green-Wood à Brooklyn (New York). Sa femme Emily, morte en 1925, fut enterrée à côté de lui.
Une Place Lorillard est nommée dans le Bronx en son honneur et celui de son frère George.

## Éleveur de pur-sang
Un grand sportif, Pierre Lorillard et son frère, George Lyndes Lorillard, étaient tous deux de grandes figures de l’élevage de pur-sang et du sport hippique. En 1874, le cheval de Pierre Lorillard, Saxon, a remporté le Belmont Stakes.

## Mécénat

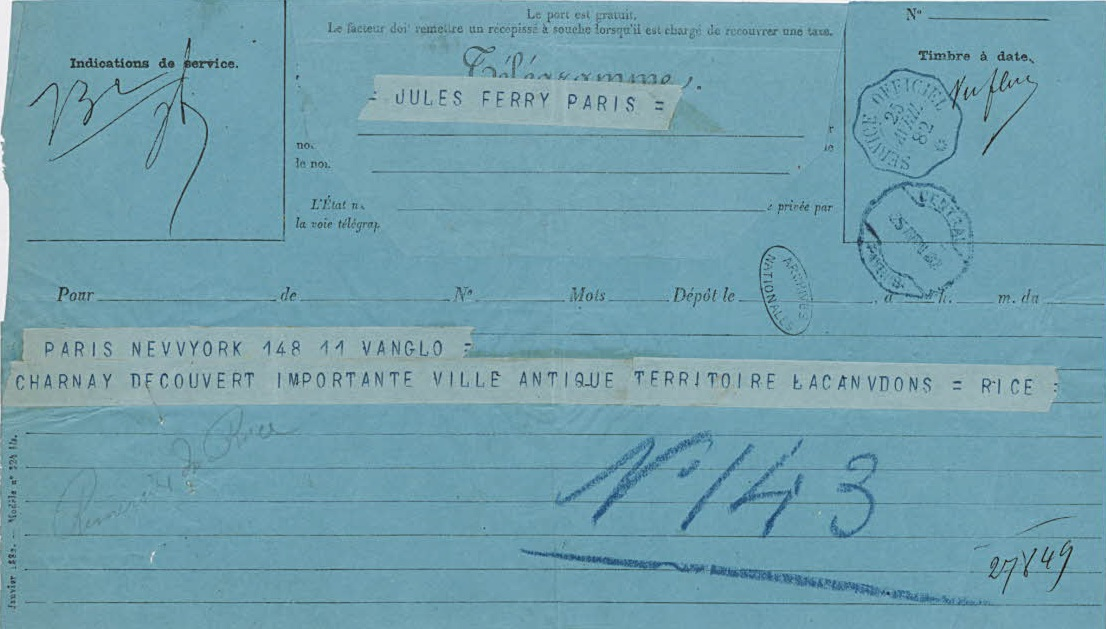
Télégramme de Rice, collaborateur du philanthrope Pierre Lorillard IV qui finançait l'expédition de Désiré Charnay, annonçant à Jules Ferry, ministre de l'instruction publique, la découverte d’une cité maya inconnue, Yaxchilan.

Au-delà de son intérêt pour les chevaux de course, Lorillard était un érudit qui a financé l'expédition américaine de la mission française d’archéologie de Désiré Charnay et sa publication de Les villes anciennes du Nouveau Monde -. Être Voyages et explorations au Mexique et en Amérique centrale de 1857 1882. Pour rendre le projet possible, le gouvernement français a décerné Lorillard la Légion d'honneur. Charnay avait nommé "Lorillard City" quelques ruines Maya en son honneur, mais le nom ne sera pas retenu, et le site est mieux connu sous le nom de Yaxchilan. Lorillard aussi contribué à financer une partie des explorations de Augustus Le Plongeon.

## Smoking
Plusieurs théories s’affrontent sur la paternité du smoking :
- Une britannique qui attribue la création de ce vêtement aux tailleurs de Henry Poole & Co pour le Prince de Galles.
- Une d’origine américaine qui attribue l’introduction de ce vêtement à James Brown Potter, de retour d’Angleterre et qui assista au Bal d’automne du Tuxedo Park Country Club, le 10 octobre 1886, organisé par  Lorillard IV.
- Une autre attribue la paternité du smoking à Lorillard IV qui modifia la veste de James Potter et la fit porter par son fils et trois de ses amis.

## Sources
- Extrait du wikipédia anglais Pierre Lorillard IV, le 29/12/2010